# Wildon
Wildon est une commune autrichienne du district de Leibnitz en Styrie.

## Personnalités liées à Wildon
- Andreas Hardter (1780-1816), peintre né à Wildon